# Semnolius brunneus
Semnolius brunneus är en spindelart som beskrevs av Mello-Leitao 1945. Semnolius brunneus ingår i släktet Semnolius och familjen hoppspindlar. Inga underarter finns listade i Catalogue of Life.